# العيادية
قرية العيادية هي إحدى القرى التابعة لمركز شربين في محافظة الدقهلية في جمهورية مصر العربية. حسب إحصاءات سنة 2006، بلغ إجمالي السكان في العيادية 10864 نسمة، منهم 5531 رجل و5333 امرأة.